# Selección de balonmano de Corea
La selección de balonmano de Corea es la selección de balonmano de Corea unificada, compuesta, por tanto, por integrantes de la selección de balonmano de Corea del Sur y de la selección de balonmano de Corea del Norte. 
La selección compitió por primera vez en el Campeonato Mundial de Balonmano Masculino de 2019 con el nombre de "Corea".
La selección coreana pudo inscribir veinte jugadores, por los dieciséis que pudieron inscribir los demás, con el fin de que mantuviese la competitividad en el Mundial.

## Historial

### Campeonatos del Mundo
- 2019 - 22ª plaza

## Plantilla en el Mundial 2019
|  | Porteros - Park Jae-yong - Kim Dong-uk Extremos Extremos izquierdos - Jang Dong-hyun - Seon Seung-hyun Extremos derechos - Na Seung-do - Park Dong-kwang Pivotes - Kim Dong-myung - Ku Change-un | Laterales izquierdos - Park Young-jun - Choi Beom-mun - Park Kwang-soon - Jeong Jae-wan - Perk Jong-gon - Ri Song-jin Centrales - Kang Jeong-gu - Kang Tan - Ri Kyong-song Laterales derechos - Suyoung Jung - Jo Tae-hun - Ri Yong-myong |